# Naissance en 1913
Naissance
- 1909
- 1910
- 1911
- 1912
- 1913
- 1914
- 1915
- 1916
- 1917

Cette page dresse une liste de personnalités nées au cours de l'année 1913 présentée dans l'ordre chronologique.
La liste des personnes référencées dans Wikipédia est disponible dans la page de la Catégorie: Naissance en 1913.

## Janvier
- 1er janvier : Matilde Capuis, organiste, pianiste, compositrice et centenaire italienne († 31 janvier 2017).
- 5 janvier :
  - César Marcelak, coureur cycliste polonais naturalisé français († 17 février 2005).
  - Pierre Veuillot, cardinal français, archevêque de Paris († 14 février 1968).
  - Salwa Nassar, physicienne nucléaire libanaise († 17 février 1967).
- 6 janvier :
  - Tom Brown, acteur américain († 3 juin 1990).
  - Edward Gierek, homme politique polonais († 29 juillet 2001).
- 7 janvier : Francis De Wolff, acteur anglais († 18 avril 1984).
- 9 janvier : Richard Nixon, président des États-Unis († 22 avril 1994).
- 10 janvier : 
  - Gustáv Husák, homme politique tchécoslovaque († 18 novembre 1991).
  - Bahi Ladgham, homme politique tunisien Premier ministre († 13 avril 1998).
  - Mehmet Shehu, général et homme politique albanais († 17 décembre 1981).
- 13 janvier : Dox, poète et peintre malgache († 14 juin 1978).
- 15 janvier :
  - Eugène Brands, peintre, poète et écrivain néerlandais († 15 janvier 2002).
  - Lloyd Bridges, acteur américain († 10 mars 1998).
  - Gérard Locardi, peintre français († 12 avril 1998).
- 17 janvier : Roger Bezombes, peintre français († 9 août 1994).
- 18 janvier : Walter Francis Penney, mathématicien et cryptanalyste américain († 24 juin 2000).
- 21 janvier : Henry Pybus Bell-Irving, homme politique canadien († 21 septembre 2002).
- 22 janvier : Henry Bauchau, écrivain belge († 21 septembre 2012).
- 23 janvier : Jean-Michel Atlan, peintre français († 12 février 1960).
- 24 janvier : Norman Dello Joio, compositeur américain († 24 juillet 2008).
- 25 janvier :
  - Huang Hua, homme politique chinois († 24 novembre 2010).
  - Witold Lutosławski, compositeur et chef d'orchestre polonais († 7 février 1994).
- 27 janvier : Jacques Mancier, comédien et présentateur de télévision français († 29 avril 2001).
- 30 janvier : Amrita Sher-Gil, peintre hungaro-indienne († 5 décembre 1941).

## Février
- 2 février :
  - Jean Catta, peintre et aquarelliste français († 31 décembre 1985).
  - Yem Sambaur, premier ministre cambodgien († décembre 1989).
- 4 février :
  - Francisco Betancourt, joueur et entraîneur de football espagnol († 28 mars 1998).
  - Rosa Parks, mère du mouvement des droits civiques († 24 octobre 2005).
  - André Vahl, peintre et graveur français († 18 novembre 1983).
- 5 février : Henri Puppo, coureur cycliste franco-italien († 29 décembre 2011).
- 8 février : Madeleine Lavanture, peintre française († 1er juillet 1940).
- 9 février :
  - Claude Lepape, peintre, graveur et décorateur de théâtre français († 2 juin 1994).
  - Anton Marek, joueur et entraîneur de football autrichien naturalisé français († 6 février 1963).
- 10 février :
  - Marcel Bascoulard, dessinateur et poète français († 12 janvier 1978).
  - Douglas Slocombe, directeur de la photographie britannique († 22 février 2016).
- 16 février : Guido Landra, anthropologue et un théoricien du racisme italien († 14 décembre 1980).
- 17 février : René Leibowitz, compositeur, théoricien et chef d'orchestre († 28 août 1972).
- 18 février :
  - Julien Buge, footballeur français († 18 mai 1940).
  - Manuel de Nóbrega, acteur et homme politique brésilien († 17 mars 1976).
- 19 février : Roberto Sánchez Vilella, homme politique portoricain († 24 mars 1997).
- 21 février :
  - Jean-Louis Gagnon, journaliste québécois († 26 mai 2004).
  - Mario Vicini, coureur cycliste italien († 6 décembre 1995).
- 22 février :
  - Vladko Maček, romancier, dramaturge et homme politique croate († 28 janvier 2001).
  - Jean Montémont, instituteur, professeur de dessin et peintre français († 14 février 1959).
  - Buddy Tate, saxophoniste de jazz américain († 10 février 2001).
- 23 février : Salvador Artigas, joueur et entraîneur de football espagnol († 6 septembre 1997).
- 25 février : Jim Backus, acteur et scénariste américain († 3 juillet 1989).
- 26 février : Daisy D'ora, Miss Allemagne 1931 († 12 juin 2010).
- 27 février : Paul Ricœur, philosophe français († 20 mai 2005).
- 28 février : Louis Arnoux, peintre français († 10 mars 2006).

## Mars
- 3 mars : Luis Miró, joueur et entraîneur de football espagnol († 15 septembre 1991).
- 4 mars : 
  - Ginette Hamelin, ingénieure et architecte française, militante communiste et résistante († 14 octobre 1944).
  - Taos Amrouche, chanteuse et écrivainne algérienne de langue kabyle († 2 avril 1976).
- 6 mars : Alberto María Fonrouge, homme politique et juriste argentin († 28 mars 2012).
- 7 mars : Bea Orpen, peintre de paysage et de portrait et professeure irlandaise († 12 juillet 1980).
- 8 mars : Mouloud Feraoun, écrivain algérien d'expression française († 15 mars 1962).
- 9 mars : Marguerite De Riemaecker-Legot, femme politique belge († 7 mai 1977).
- 10 mars : Adam Schaff, philosophe polonais († 12 novembre 2006).
- 11 mars : John Weinzweig, compositeur († 24 août 2006).
- 12 mars : Antoine Franceschetti, joueur et entraîneur de football français († 1er novembre 2011).
- 14 mars :
  - Jay Barney, acteur américain († 19 mai 1985).
  - Witold Rudziński, compositeur et chef d'orchestre polonais († 29 février 2004).
- 15 mars : Macdonald Carey, acteur américain († 21 mars 1994).
- 16 mars :
  - Henk van Gemert, peintre néerlandais († 2002).
  - Ramón Lecuona, footballeur espagnol († 13 mars 1999).
  - Nína Tryggvadóttir, peintre islandaise († 18 juin 1968).
- 17 mars : 
  - Clay Shaw, homme d'affaires américain († 14 août 1974).
  - Luc Dietrich, écrivain et photographe français († 12 août 1944).
- 18 mars :
  - René Clément, réalisateur français († 17 mars 1996).
  - Reinhard Hardegen, commandant de U-boot, homme d'affaires et parlementaire allemand † 9 juin 2018).
  - Francis Tailleux, peintre français († 6 juillet 1981).
- 19 mars : Alexandre Pokrychkine, as soviétique de la Seconde Guerre mondiale († 13 novembre 1985).
- 20 mars : Solange Bertrand, peintre française († 22 janvier 2011).
- 21 mars : Mario Gentili, coureur cycliste italien († 19 janvier 1999).
- 23 mars : 
  - Abidin Dino, peintre turc († 7 décembre 1993).
  - Heinz Linge, officier allemand et valet personnel d'Adolf Hitler († 9 mars 2023).
- 24 mars :
  - Émile Benoît, chanteur et musicien Franco-Terreneuvien († 2 septembre 1992).
  - Bernard Gèze, géologue, hydrogéologue, volcanologue et spéléologue français († 8 décembre 1996).
- 26 mars : Jacqueline de Romilly, académicienne et helléniste française († 18 décembre 2010).
- 27 mars : Juan Rocasolano Camacho, footballeur espagnol († 1953).
- 28 mars : 
  - Jean-Marie Goasmat, coureur cycliste français († 21 janvier 2006).
  - Tōkō Shinoda, lithographe, peintre, graveuse et essayiste japonaise († 1er mars 2021).
- 29 mars : 
  - R. S. Thomas, poète et prêtre anglican gallois († 25 septembre 2000).
  - Georges Candilis, architecte franco-grec († 10 mai 1995).
- 30 mars :
  - Jacques Grippa, homme politique belge († 30 août 1991).
  - Jean Pons, peintre, artiste de collage, graveur, illustrateur et sculpteur français († 16 avril 2005).

## Avril
- 2 avril : Gaston Gardet,  footballeur français († 30 septembre 1971).
- 3 avril : David Markham, acteur anglais († 15 décembre 1983).
- 4 avril : Jules Léger, gouverneur général du Canada († 22 novembre 1980).
- 6 avril : Muhtar Başoğlu, herpétologiste turc († 21 février 1981).
- 7 avril : Pierre Le Moign', résistant, compagnon de la Libération († 13 mai 1974).
- 8 avril :
  - József Kővágó, homme politique hongrois († 10 décembre 1996).
  - Carlton Skinner, homme politique américain († 22 juin 2004).
  - Sourou Migan Apithy, homme politique béninois († 3 décembre 1989).
- 10 avril : Ernie Mills, coureur cycliste britannique († 1972).
- 11 avril : Jean Chevalier, peintre et écrivain français († 27 février 2002).
- 15 avril : Louise Sacchi, aviatrice américaine († 22 mars 1997).
- 18 avril : Robert Oubron, coureur cycliste français († 7 février 1989).
- 19 avril : Karl Rawer, physicien allemand († 17 avril 2018).
- 20 avril : Irène Joachim, cantatrice française soprano († 20 avril 2001).
- 22 avril : Marcel Busson, peintre français († 30 septembre 2015).
- 24 avril : Antonio Andrés Sancho, coureur cycliste espagnol († 24 janvier 1985).
- 25 avril : Russ Conway, acteur canado-américain († 12 janvier 2009).
- 27 avril :
  - José Meiffret, coureur cycliste français († 16 avril 1983).
  - Joseph-Jean Merlot, homme politique belge († 22 janvier 1969).
  - Michel Rodde, peintre et lithographe figuratif français († 20 février 2009).
  - Maurice Vaute, compositeur de musique classique, chef de musique et pédagogue belge († 21 juin 2000).
- 30 avril : Elmo Williams, réalisateur, monteur et producteur de cinéma américain († 25 novembre 2015).

## Mai
- 1er mai :
  - Max-Pol Fouchet, poète, écrivain, critique d'art et homme de télévision français († 22 août 1980).
  - Elizabeth S. Russell, biologiste américaine († 28 mai 2001).
- 3 mai : Auguste Mallet, coureur cycliste français († 9 décembre 1946).
- 4 mai :
  - Pericle Fazzini, peintre et sculpteur italien († 4 décembre 1987).
  - Antonio López Herranz, joueur et entraîneur de football espagnol († 1er janvier 1959).
  - Agnelo Rossi, cardinal brésilien, doyen du collège cardinalice († 21 mai 1995).
- 7 mai :
  - François Brousse, philosophe et poète français († 25 octobre 1995).
  - Simon Ramo, scientifique et ingénieur américain († 27 juin 2016).
- 8 mai :
  - Bob Clampett, réalisateur, producteur, scénariste, compositeur et acteur américain († 2 mai 1984).
  - Peter Cookson, acteur américain († 6 janvier 1990).
  - Bernard de Give, moine trappiste et orientaliste belge († 27 janvier 2020).
- 9 mai : Jean-Pierre Médan, footballeur français († 18 septembre 2004).
- 10 mai :
  - Yvan Marie, coureur cycliste français († 9 avril 1988).
  - Kees Pellenaars, coureur cycliste et dirigeant d'équipes cyclistes néerlandais († 30 janvier 1988).
  - Emile Wendling, résistant français batelier du Rhin († 27 septembre 1943).
- 11 mai : Ezio Cecchi, coureur cycliste italien († 19 août 1984).
- 12 mai : Jamelão, chanteur populaire brésilien († 14 juin 2008).
- 13 mai : Élie Bernadac, peintre français († 18 juin 1999).
- 15 mai : Fabrizio Clerici, peintre, architecte, photographe, metteur en scène et créateur de costumes italien († 7 juin 1993).
- 17 mai : Walter Guimarães, footballeur brésilien († 21 février 1979).
- 18 mai : Charles Trenet, chanteur français († 19 février 2001).
- 20 mai :
  - Juan Gimeno, coureur cycliste espagnol († 5 mai 1998).
  - Émile Jonassaint, juge et homme politique haïtien († 24 octobre 1995).
- 23 mai : André De Schepper, joueur et entraîneur de football belge († 23 juin 1993).
- 25 mai : Benjamin Melniker, producteur de cinéma et de télevision américain († 26 février 2018).
- 26 mai :
  - Al Teeter, acteur et technicien du son américain († 1er mai 1994).
  - Alexandre Pawlisuak, coureur cycliste français († 15 juillet 1990).
  - Alfred Bertrand, homme politique belge († 22 novembre 1986).
  - André Lalande, général français († 19 octobre 1995)
  - Annemarie Ackermann, femme politique allemande († 18 février 1994)
  - Erich Bautz, coureur cycliste († 17 novembre 1986)
  - Hervarth Frass von Friedenfeldt, escrimeur tchécoslovaque († 20 septembre 1941)
  - Josef Manger, haltérophile allemand († 13 mars 1991)
  - Louis Clayeux, critique et marchand d'art français († 22 juillet 2007)
  - Peter Cushing, acteur britannique († 11 août 1994)
  - Pierre Daninos, écrivain et humoriste français († 7 janvier 2005)
- 29 mai :
  - Alexandre Hinkis, peintre russe naturalisé français († 14 avril 1997).
  - Renée Carpentier-Wintz, peintre française († 9 août 2003).

## Juin
- 6 juin : Marcel Laurent, coureur cycliste français († 7 août 1994).
- 11 juin : Ilma Grace Stone, botaniste australienne († 4 janvier 2001).
- 12 juin : 
  - Jean-Victor Allard, militaire canadien († 23 avril 1996).
  - Ernest Côté, militaire, fonctionnaire et diplomate canadien d'origine franco-albertaine († 25 février 2015).
  - Maurice Ohana, compositeur français († 13 juin 1992).
  - Carmine Saponetti, coureur cycliste italien († 31 octobre 1990).
- 13 juin : Ralph Edwards, producteur, scénariste, acteur et animateur de télévision américain († 16 novembre 2005).
- 18 juin : Sammy Cahn, parolier, compositeur et musicien américain († 7 août 1994).
- 21 juin :
  - William Fuller, écrivain américain († 18 janvier 1982)
  - Jean Daurand, comédien français († 11 mars 1989).
  - Luis Taruc, homme politique philippin († 4 mai 2005).
- 23 juin : Jacques Rabemananjara, écrivain et homme politique malgache († 2 avril 2005).
- 26 juin :
  - Anissa Rawda Najjar, féministe libanaise († 15 janvier 2016).
  - Aimé Césaire, poète et homme politique français († 17 avril 2008).
- 29 juin :
  - Hans Knecht, coureur cycliste suisse († 8 mars 1986).
  - Juan Trujillo Domínguez, footballeur espagnol († 23 avril 1979).
- 30 juin : Alfonso López Michelsen, président de la république de Colombie de 1974 à 1978 († 11 juillet 2007).

## Juillet
- 1er juillet : 
  - Edgard De Caluwé, coureur cycliste belge († 16 mai 1985).
  - Jacques Thiout, peintre et dessinateur français († 6 août 1971).
  - André Tollet, dirigeant syndicaliste français († 24 décembre 2001).
  - 3 juillet : Bibha Chowdhuri, physicienne indienne († 2 juin 1991).
- 8 juillet :
  - Pierre-Laurent Brenot, styliste, affichiste et peintre français († 8 mai 1998).
  - Settimio Simonini, coureur cycliste italien († 14 juin 1986).
  - Alejandra Soler, femme politique et enseignante espagnole († 1er mars 2017).
- 10 juillet : Sylvère Jezo, coureur cycliste français († 19 janvier 1976).
- 11 juillet : Antoine Martinez, peintre français († 11 avril 1970).
- 12 juillet : André Lavagne, compositeur français († 21 mars 2014).
- 13 juillet :
  - Fabien Galateau, coureur cycliste français († 23 juillet 1995).
  - Willy Michaux, coureur cycliste belge de demi-fond († 22 octobre 2002).
- 14 juillet : Gerald Ford, président des États-Unis de 1974 à 1977. († 26 décembre 2006)
- 15 juillet :
  - Stefan Dembicki, footballeur français d'origine polonaise († 23 septembre 1985).
  - Jérôme Louis Rakotomalala, cardinal malgache, archevêque de Tananarive († 1er novembre 1975).
- 16 juillet :
  - Mirza Babayev, artiste russe, soviétique puis azerbaïdjanais († 14 janvier 2003).
  - Woodrow Stanley Lloyd, homme politique canadien († 7 avril 1972).
  - Anton Raab, joueur et entraîneur de football franco-allemand († 12 décembre 2006).
- 17 juillet :
  - Roger Garaudy, philosophe et homme politique français († 13 juin 2012).
  - Helmut Schneider, joueur et entraîneur de football allemand († 13 février 1984).
- 18 juillet : Madame Soleil, astrologue française († 27 octobre 1996).
- 19 juillet :
  - Paul Soppo Priso, industriel, homme d'affaires et homme politique camerounais († 25 mai 1996).
  - Manouchehr Sotodeh, géographe iranien et érudit en littérature persane († 13 avril 2016).
- 20 juillet :
  - Benjamin Fleischmann, compositeur russe († 14 septembre 1941).
  - Savitri Khanolkar, peintre suisse-indienne († 26 novembre 1990).
  - Georges Rohner, peintre français († 3 novembre 2000).
- 21 juillet :
  - Betty Molesworth Allen, botaniste néo-zélandaise († 11 octobre 2002).
  - Wenzel Profant, sculpteur et peintre luxembourgeois († 20 janvier 1989).
  - Félicien Wolff, compositeur et organiste français († 16 février 2012).
- 24 juillet : Enrico Mollo, coureur cycliste italien († 10 mars 1992).
- 27 juillet : Glauco Servadei, coureur cycliste italien († 27 décembre 1968).
- 28 juillet : Laird Cregar, acteur américain († 9 décembre 1944).
- 29 juillet :
  - Charlotte Calmis, peintre, poétesse et féministe française († 18 novembre 1982).
  - Jo Grimond, homme politique britannique († 24 octobre 1993).
- 31 juillet : Jacques Moeschal, architecte et sculpteur belge († 24 décembre 2004).

## Août
- 2 août : Pierre Clemens, coureur cycliste luxembourgeois († 26 août 1963).
- 4 août :
  - Wesley Addy, acteur américain († 31 décembre 1996).
  - André Verdet, poète, peintre, sculpteur et céramiste français († 19 décembre 2004).
- 5 août : Germain Bonel, peintre français d'origine catalane († 14 mars 2002).
- 9 août : René Gaston-Lagorre, peintre français († 21 février 2004).
- 10 août :
  - Noah Beery Jr., acteur américain († 1er novembre 1994).
  - Charlotte Delbo, écrivaine et résistante déportée française († 1er mars 1985).
  - Kazim Kazimzade, peintre azerbaïdjanais († 4 octobre 1992).
- 11 août : Robert Sidney Foster, administrateur colonial britannique († 12 octobre 2005).
- 12 août :
  - Narciso Jubany Arnau, cardinal espagnol, archevêque de Barcelone († 26 décembre 1996).
  - Richard L. Bare, réalisateur, scénariste, producteur de cinéma et monteur américain († 28 mars 2015).
- 13 août : Makarios III, archevêque orthodoxe Chypriote, premier président de la république de Chypre de 1960 à 1977 († 3 août 1977).
- 15 août : Nguyễn Hữu Đang, journaliste et poète vietnamien († 8 février 2007).
- 16 août : Menahem Begin, homme d'État israélien, premier ministre d'Israël de 1977 à 1983 († 9 mars 1992).
- 17 août : W. Mark Felt, dit Gorge profonde, no 2 du FBI, à l'origine du scandale du Watergate († 18 décembre 2008).
- 19 août :
  - Paul Maye, coureur cycliste français († 19 avril 1987).
  - Richard Simmons, acteur américain († 11 janvier 2003).
- 21 août : Slavko Kopač, peintre, sculpteur et céramiste franco-croate († 23 novembre 1995).
- 22 août : Milton Quon, acteur et animateur américain († 18 juin 2019).
- 23 août : Bob Crosby, chef d'orchestre, chanteur de jazz et acteur américain († 9 mars 1993).
- 25 août : Don DeFore, acteur américain († 22 décembre 1993).
- 26 aout : Boris Pahor, écrivain austro-hongrois puis italien († 30 mai 2022).
- 27 aout : Robert Lepeltier, peintre français († 17 juin 1996).
- 28 août : Robertson William Davies, écrivain, journaliste, professeur canadien († 2 décembre 1995).
- 30 août :
  - Diego Cháfer, coureur cycliste espagnol († 2 septembre 2007).
  - Maurice David-Darnac, journaliste, homme politique et historien français († 6 mai 1983).

## Septembre
- 1er septembre : Snehansu Kanta Acharya, homme politique indien († 27 août 1986).
- 2 septembre : Blanche Balain, comédienne et femme de lettres française († 10 juillet 2003).
- 3 septembre : Alan Ladd, acteur américain († 29 janvier 1964).
- 6 septembre : Gustave Danneels, coureur cycliste belge († 13 avril 1976).
- 7 septembre :
  - Pierre Gilles, peintre français († 21 octobre 1993).
  - Anthony Quayle, acteur et producteur britannique († 20 octobre 1989).
- 8 septembre : Walter Generati, coureur cycliste italien († 8 février 2001).
- 9 septembre : Julie Gibson, actrice américaine († 2 octobre 2019).
- 12 septembre :
  - Raymond Julien, médecin et homme politique français († 24 avril 2016).
  - Jesse Owens, athlète américain († 31 mars 1980).
- 13 septembre :
  - Roy Engel, acteur américain († 29 décembre 1980).
  - Julián Vergara, footballeur espagnol († 8 septembre 1987).
- 14 septembre : Jacobo Arbenz Guzmán, président du Guatemala de 1951 à 1954 († 27 janvier 1971).
- 15 septembre : Henry Brant, compositeur américain († 26 avril 2008).
- 16 septembre : Félicien Marceau, écrivain, dramaturge et académicien français († 7 mars 2012).
- 18 septembre : Georges Borgeaud, peintre suisse († 22 janvier 1998).
- 19 septembre : Jean-Denis Maillart, peintre, graveur, illustrateur et décorateur français († 23 juillet 2004).
- 22 septembre : 
  - Paul Manauthon, résistant français († 1er octobre 1943).
  - Giovanni Valetti, coureur cycliste italien († 28 mai 1998).
- 23 septembre :
  - Carl-Henning Pedersen, peintre danois († 20 février 2007).
  - Sándor Tarics, joueur de water-polo et ingénieur hongrois († 21 mai 2016).
- 25 septembre : Gilbert Cesbron, écrivain français († 12 août 1979).
- 27 septembre : José Solís Ruiz, juriste, magistrat, homme politique, auteur et entrepreneur espagnol († 30 mai 1990).
- 28 septembre :
  - Suzanne Chapelle, peintre française († 30 janvier 1996).
  - Warja Lavater, peintre et illustratrice suisse († 3 mai 2007).
- 29 septembre : Trevor Howard, acteur britannique († 7 janvier 1988).
- 30 septembre : René Jutras, homme politique canadien († 23 décembre 1995).

## Octobre
- 1er octobre : André Fougeron, peintre français († 10 septembre 1998).
- 2 octobre : William Ching, acteur américain († 1er juillet 1989).
- 3 octobre : Anastasio Ballestrero, cardinal italien, archevêque de Turin († 21 juin 1998).
- 6 octobre :
  - Jules Lowie, coureur cycliste belge († 2 août 1960).
  - Meret Oppenheim, écrivaine, peintre, photographe et plasticienne suisse († 15 novembre 1985).
- 7 octobre : Noel Drayton, acteur américain († 7 décembre 1981).
- 10 octobre :
  - Armand Manago, peintre français † 4 mars 1983).
  - Claude Simon, écrivain français, Prix Nobel de littérature 1985 († 6 juillet 2005).
- 11 octobre : André de Staercke, homme politique belge († 27 décembre 2001).
- 16 octobre : 
  - Cesar Bresgen, compositeur autrichien († 7 avril 1988).
  - Božidar Popović, mathématicien, astronome et espérantiste serbe († 6 mars 1993).
- 19 octobre : Haxhi Lleshi, chef militaire et politicien communiste albanais († 1er janvier 1998).
- 22 octobre : Robert Capa, photographe américain d'origine hongroise († 25 mai 1954).
- 25 octobre : Klaus Barbie, chef de la Gestapo de Lyon pendant la Seconde Guerre mondiale († 25 septembre 1991).
- 26 octobre : Fernand Lemay, coureur cycliste français († 13 mai 1940).
- 27 octobre :
  - André Salvador, chanteur, guitariste, auteur-compositeur, comédien et champion de tir à l'arc français († 24 juin 2003).
  - Otto Wichterle, chimiste tchèque († 18 août 1998).
- 28 octobre :
  - Don Lusk, réalisateur et animateur américain († 30 décembre 2018).
  - Douglas Seale, acteur britannique († 13 juin 1999).
- 29 octobre : Adriano Gajoni, peintre italien († 26 mars 1965).

## Novembre
- 2 novembre : 
  - Burt Lancaster, acteur américain († 20 octobre 1994).
  - Jane Phillips-Gay, syndicaliste et religieuse guyanienne († 21 février 1994).
- 5 novembre :
  - Paquita Gorroño, femme politique républicaine espagnole († 22 août 2017).
  - Vivien Leigh, actrice britannique († 7 juillet 1967).
  - Jaume Sospedra, footballeur espagnol († 31 juillet 1990).
- 7 novembre : Albert Camus, écrivain français, prix Nobel de littérature 1957 († 4 janvier 1960).
- 9 novembre : Gaston Roussel, prêtre catholique et musicien français († 19 décembre 1985).
- 10 novembre :
  - Piero Fornasetti,  peintre, designer, sculpteur et décorateur d'intérieur italien († 9 octobre 1988).
  - Berthe Kal, soprano et pédagogue française († 25 avril 2015).
- 11 novembre : Daniel Fignolé, homme politique haïtien († 27 août 1986).
- 13 novembre : 
  - Lon Nol, premier ministre cambodgien, président de la République khmère († 17 novembre 1985).
  - Mélinée Manouchian, résistante française († 6 décembre 1989).
- 14 novembre : Aharon Leib Shteinman, rabbin israélien († 12 décembre 2017).
- 15 novembre : André Bordier, footballeur français († 27 décembre 1997).
- 16 novembre : Ellen Albertini Dow, actrice américaine († 4 mai 2015).
- 18 novembre :
  - Endre Rozsda, peintre, dessinateur et photographe franco-hongrois († 16 septembre 1999).
  - Manuel Va, footballeur espagnol († 17 octobre 1997).
- 21 novembre : Tomie Ohtake, peintre et sculptrice japonaise († 12 février 2015).
- 22 novembre :
  - Benjamin Britten, compositeur britannique († 4 décembre 1976).
  - Gardnar Mulloy, joueur de tennis américain († 14 novembre 2016).
  - Jacqueline Vaudecrane, patineuse artistique et entraîneuse française († 27 février 2018).
- 24 novembre : Howard Duff, acteur américain († 8 juillet 1990).
- 25 novembre :
  - Jack Davies, scénariste, acteur, producteur et monteur anglais († 22 juin 1994).
  - Georges Maton, coureur cycliste français († 6 juillet 1998).
- 27 novembre :
  - Gaston Bonheur, écrivain et journaliste français († 4 septembre 1980).
  - Carl Lorenz, coureur cycliste allemand († 25 novembre 1993).
- 28 novembre : Harry Bartell, acteur américain († 26 février 2004).
- 29 novembre : Rolland Bédard, acteur († 7 mai 1987).

## Décembre
- 1er décembre : Heorhiy Maiboroda, compositeur ukrainien († 6 décembre 1992).
- 2 décembre : Léo Rivest, humoriste québécois († 24 mai 1990).
- 3 décembre : Omer Vanaudenhove, homme politique belge († 26 novembre 1994).
- 5 décembre : Charles Miller Fisher, neurologue canadien († 14 avril 2012).
- 6 décembre :
  - Karl Haas, compositeur et chef d'orchestre allemand († 6 février 2005).
  - Wilhelm Heiss, footballeur allemand naturalisé français († 29 mars 1943).
- 9 décembre :
  - Gerard Sekoto, peintre et musicien sud-africain († 20 mars 1993).
  - Homai Vyarawalla, photographe et photojournaliste indienne († 15 janvier 2012).
- 11 décembre : Jean Marais, acteur français († 8 novembre 1998).
- 12 décembre :
  - Marcel Miquel, footballeur français († 7 février 1994).
  - Clint Smith, joueur de hockey sur glace canadien († 19 mai 2009).
- 13 décembre : Gérard Virol, coureur cycliste français († 17 novembre 1996).
- 14 décembre :
  - Dan Dailey, acteur et réalisateur américain († 16 octobre 1978).
  - Arsène Mersch, coureur cycliste luxembourgeois († 12 juillet 1980).
- 18 décembre :
  - Alfred Bester, auteur de science-fiction († 30 septembre 1987).
  - Willy Brandt, homme politique ouest-allemand, Chancelier fédéral d'Allemagne de 1969 à 1974 († 8 octobre 1992).
- 19 décembre :
  - Juan Landazuri Ricketts, cardinal péruvien, archevêque de Lima († 16 janvier 1997).
  - Geneviève Pezet, peintre, sculptrice et céramiste française († 23 janvier 2009).
- 20 décembre : Ernst Ihbe, coureur cycliste allemand († 30 août 1992).
- 22 décembre : 
  - Jadwiga Apostoł, résistante polonaise au nazisme († 2 février 1990).
  - Victor Ruzo, peintre suisse († 26 mars 2008).
- 23 décembre : Margit Anna, peintre hongroise († 3 juin 1991).
- 24 décembre : Pierre Thézé, peintre et sculpteur français († 24 juillet 1999).
- 25 décembre : Candy Candido, chanteur et acteur américain († 19 mai 1999).
- 27 décembre : Elizabeth Smart, poétesse et romancière canadienne († 4 mars 1986).
- 28 décembre :
  - Lou Jacobi, acteur canadien († 23 octobre 2009).
  - Raymond Passat, coureur cycliste français († 16 juin 1988).
  - Wang Luobin, auteur-compositeur chinois († 14 mars 1996).

## Date précise inconnue
- Delegjunain Baljinnyam, homme politique mongol († 2008).
- Bchira Ben Mrad, militante féministe et indépendantiste tunisienne († 4 mai 1993).
- Emily Bisharat, féministe jordanienne († 2004).
- Hugo Lammana, footballeur argentin († 1991).
- Joshua Palmon, homme politique israélien († 1994).
- Sayed Qassem Rishtya, écrivain, historien, politicien et diplomate afghan († 1998).